# Tête du Portail
Tête du Portail är en bergstopp i Schweiz. Den ligger i distriktet Saint-Maurice och kantonen Valais, i den sydvästra delen av landet, 90 km söder om huvudstaden Bern. Toppen på Tête du Portail är 2 334 meter över havet.